# الراهبة المحاربة (مسلسل)
الراهبة المحاربة (بالإنجليزية: Warrior Nun) هو مسلسل فنتازيا دراما أمريكي من تأليف سيمون باري وبطولة ألبا بابتيستا، ثيكلا ريوتين وتريستان أولوا.عرض المسلسل في 2 يوليو 2020 على منصة نتفليكس وحاز على تقييمات إيجابية.في أغسطس 2020 أعلن عن تجديده لموسم ثاني.

## روابط خارجية
الراهبة المحاربة على موقع IMDb (الإنجليزية)
- الراهبة المحاربة على موقع ميتاكريتيك (الإنجليزية)
- الراهبة المحاربة على موقع روتن توميتوز (الإنجليزية)
- الراهبة المحاربة على موقع نتفليكس (الإنجليزية)
- الراهبة المحاربة على موقع قاعدة بيانات الأفلام العربية
- الراهبة المحاربة على موقع فيلمافينيتي (الإسبانية)
- الراهبة المحاربة على موقع كينوبويسك (الروسية)
- الراهبة المحاربة على موقع ألو سيني (الفرنسية)
- الراهبة المحاربة على موقع قاعدة بيانات الفيلم (الإنجليزية)